# 費爾黑文 (堪薩斯州)
費爾黑文（英語：Fairhaven）是位於美國堪薩斯州諾頓縣的一個鬼鎮。

## 歷史
費爾黑文的郵政局於1879年設立，直到1904年結束營運。

## 地理
費爾黑文所處的海拔為高於海平面709米（即2326英呎），而該地所採用的時區為UTC-6，即北美中部時區（CST）。同時該地設有夏令時間，為UTC-6調快一小時，即UTC-5（CDT）。